# Великий Боков
Великий Боков (біл. Вялікі Бокаў) — село в Кам'янській сільраді Мозирського району Гомельської області Республіки Білорусь.

## Географія

### Розташування
Знаходиться за 8 км на південний захід від Мозиря, 6 км від залізничної станції Козенки (на лінії Калінковичі — Овруч), 145 км від Гомеля.

## Транспортна мережа
Транспортні зв'язки по автодорозі, Мозир — Лельчиці.
Планування складається з прямолінійної вулиці, яка орієнтована з південного заходу на північний схід, до якої із заходу приєднується коротка вулиця. Забудова двостороння, дерев'яна, садибного типу.

## Історія
За письмовими джерелами село відоме з XVI століття як село Боково на дорозі Мозир — Турів, власність скарбниці, у Мозирському повіті Мінського воєводства Великого князівства Литовського . У пописі армії ВКЛ село Боковщина, володіння Кузьми Ходичича (Кобизевича), позначене під 1567 роком . У XVIII столітті із заснуванням села Малий Боков за селом Боковщина закріпилася назва Великий Боков.
Після другого поділу Речі Посполитої (1793) опинилося у складі Російської імперії . Станом на 1795 рік у селі функціонувала дерев'яна церква Іоана Богослова. Центр однойменного маєтку, господарка якого Березовська володіла тут у 1866 році 269 десятинами землі. Міщанину Павловичу належав однойменний фільварок, що знаходився поруч, а міщанин Марцинкевич володів тут у 1876 році 756 десятинами землі. Великі земельні ділянки у 1880-ті роки перебували у володінні поміщиків Римшої. Відповідно до перепису 1897 року поруч однойменна садиба. З 1908 року село перебувало у складі Мелешковицької волості Мозирського повіту Мінської губернії. В 1914 році солдати запасної роти розгромили маєток і частину господарств жителів.
У 1919 році відкрито школу, яка розміщувалася у найманному селянському будинку. У 1925 році в селі існувало господарство. З 20 серпня 1924 року до 1 квітня 1931 року село було центром Боковської сільради Мозирської, з 5 жовтня 1926 року Слобідського, з 4 серпня 1927 року Каралінського, з 5 лютого 1931 року Єльського районів Мозирського округу (до 26 липня 1930 року). У 1930 році організовано колгосп «Новий Боков», працювала кузня. Під час німецько-раднянської війни 21 мешканець загинув на фронті. Відповідно до перепису 1959 року село перебувало у складі радгоспу «Мозирська овочева фабрика» (центр — село Кам'янка).
До середини 1970-х років у селі функціонувала загальноосвітня школа та бібліотека, які потім були закриті та знесені.
У селі знаходиться лісництво, під час СРСР діяв аеропорт.
«Мозирська овочева фабрика» продовжує своє існування досі.
За інформацією американської компанії космічних технологій Maxar, станом на 14 березня 2022 року в ході російського вторгнення в Україну на аеродромі Великий Боков, що за 50 км від українського кордону видно дислокацію десятків російських гелікоптерів.

## Населення

### Чисельність
- 2004 рік — 70 господарств, 154 мешканці.

### Динаміка
- 1795 — 22 двори, 194 жителя.
- 1897 — 27 дворів, 134 жителя; у садибі — 3 двори, 13 мешканців (згідно з переписом).
- 1908 — 29 дворів, 193 жителя.
- 1925 — у селі 51 двору, у фольварку — 3 двори.
- 1959—281 житель (згідно з переписом).
- 2004 рік — 70 господарств, 154 мешканці.